# Interacción cerebro cuerpo
Las interacciones cerebro-cuerpo son patrones de actividad neuronal en el sistema nervioso central para coordinar la actividad entre el cerebro y el cuerpo. El sistema nervioso consta de sistemas nerviosos central y periférico y coordina las acciones de un animal transmitiendo señales hacia y desde distintas partes de su cuerpo. El cerebro y la médula espinal están entrelazados con el cuerpo e interactúan con otros sistemas orgánicos a través de los sistemas nerviosos somático, autónomo y entérico. Las vías neurales regulan las interacciones cerebro-cuerpo y permiten sentir y controlar su cuerpo e interactuar con el entorno. 

## Tipos de interacciones
Se han distinguido varios tipos de interacciones cerebro-cuerpo. Por ejemplo, las interacciones cerebro-intestino son la señalización bioquímica que tiene lugar entre el tracto gastrointestinal y el sistema nervioso central. Las interacciones cerebro-corazón vinculan la fisiología cardíaca con la actividad del sistema nervioso central y periférico y pueden explicar cómo la excitación cardiovascular periférica puede influir en la toma de decisiones y la regulación de los comportamientos sociales y emocionales. En las interacciones cerebro-músculo intervienen tanto las fibras nerviosas eferentes, que transmiten potenciales de acción a los músculos para generar contracciones musculares, como las fibras nerviosas aferentes, que transmiten información somatosensorial al sistema nervioso central.

## Redes cerebro-cuerpo
Las interacciones entre regiones cerebrales se han estudiado mediante el análisis de la conectividad funcional. La resonancia magnética funcional en estado de reposo ha demostrado que la actividad cerebral en distintas áreas cerebrales está acoplada y forma redes cerebrales que pueden estudiarse mediante la teoría de grafos. Las interacciones cerebro-cuerpo pueden estudiarse con un enfoque similar estimando la conectividad funcional entre la actividad cerebral y la electrofisiología periférica, por ejemplo entre la actividad cerebral y el ECG el EGG o la actividad EMG. La sincronía entre las fluctuaciones lentas del pulso (relacionadas con la actividad simpática) y la señal fMRI cerebral ha revelado una red de regiones cerebrales sensoriales que parecen ser relevantes para caracterizar la personalidad y las emociones humanas. Estos análisis pueden ampliarse para investigar las interacciones entre múltiples sistemas orgánicos que juntos forman una red cerebro-cuerpo.
Las interacciones cerebro-cuerpo se apoyan en el sistema nervioso periférico que conecta el SNC con las extremidades y los órganos. Estas conexiones estructurales pueden cartografiarse mediante técnicas de neuroimagen como la resonancia magnética de difusión para cartografiar el conectoma humano completo.